# 松本鼎 (陸軍軍人)
松本 鼎（まつもと かなえ、1856年2月10日（安政3年1月5日） - 1928年1月23日）は、日本陸軍の軍人。最終階級は陸軍中将。位階は正四位・勲等は勲二等・軍功は功三級。

## 経歴
島根県簸川郡大社町で、出雲国造・千家家と北島家に仕える士族松本礼次郎の長男として生まれる。父は美保関町森山出身の志士・松本古堂（巌）の門人で、以前は寺本易直と名乗っていたが、養子に入り礼次郎となった。
1878年（明治11年）12月、陸軍士官学校（旧2期）を卒業し、翌年2月、砲兵少尉任官。1901年（明治34年）2月、野戦砲兵第12連隊長に就任。1902年（明治35年）11月、砲兵大佐に昇進した。
1903年（明治36年）5月、陸軍野戦砲兵射撃学校長となり、1904年（明治37年）2月、第1軍砲兵部長に発令され日露戦争に出征。1906年（明治39年）7月、野戦砲兵第10連隊長に異動し、1907年（明治40年）11月、陸軍少将に進級し野戦砲兵第3旅団長となった。
1912年（明治45年）7月、野戦砲兵第1旅団長に発令され、1913年（大正2年）7月、陸軍中将に進み東京湾要塞司令官に就任した。1914年（大正3年）5月に待命となり、同年8月、予備役に編入された。1919年4月1日、後備役となる。昭和3年1月20日、東京に於いて卒去。墓所は杵築の神光寺。

## 栄典
位階
- 1903年（明治36年）2月20日 - 従五位[2]
- 1907年（明治40年）12月27日 - 正五位[3]
- 1913年（大正2年）1月30日 - 従四位[4]
- 1914年（大正3年）9月1日 - 正四位[5]

勲章等
- 1895年（明治28年）
  - 9月20日 - 単光旭日章・功四級金鵄勲章[6]
  - 11月18日 - 明治二十七八年従軍記章[7]
- 1903年（明治36年）5月16日 - 勲四等瑞宝章[8]
- 1914年（大正3年）5月16日 - 勲二等瑞宝章[9]